# Eldorado (Teksas)
Eldorado je grad u američkoj saveznoj državi Teksas. Prema popisu stanovništva iz 2010. u njemu je živjelo 1.951 stanovnika.